# Station Finaghy
Station Finaghy is een spoorwegstation in Finaghy in het zuiden van Belfast, de Noord-Ierse hoofdstad. Het station ligt aan de lijn Belfast - Newry. 